# Torsten M. Krogh

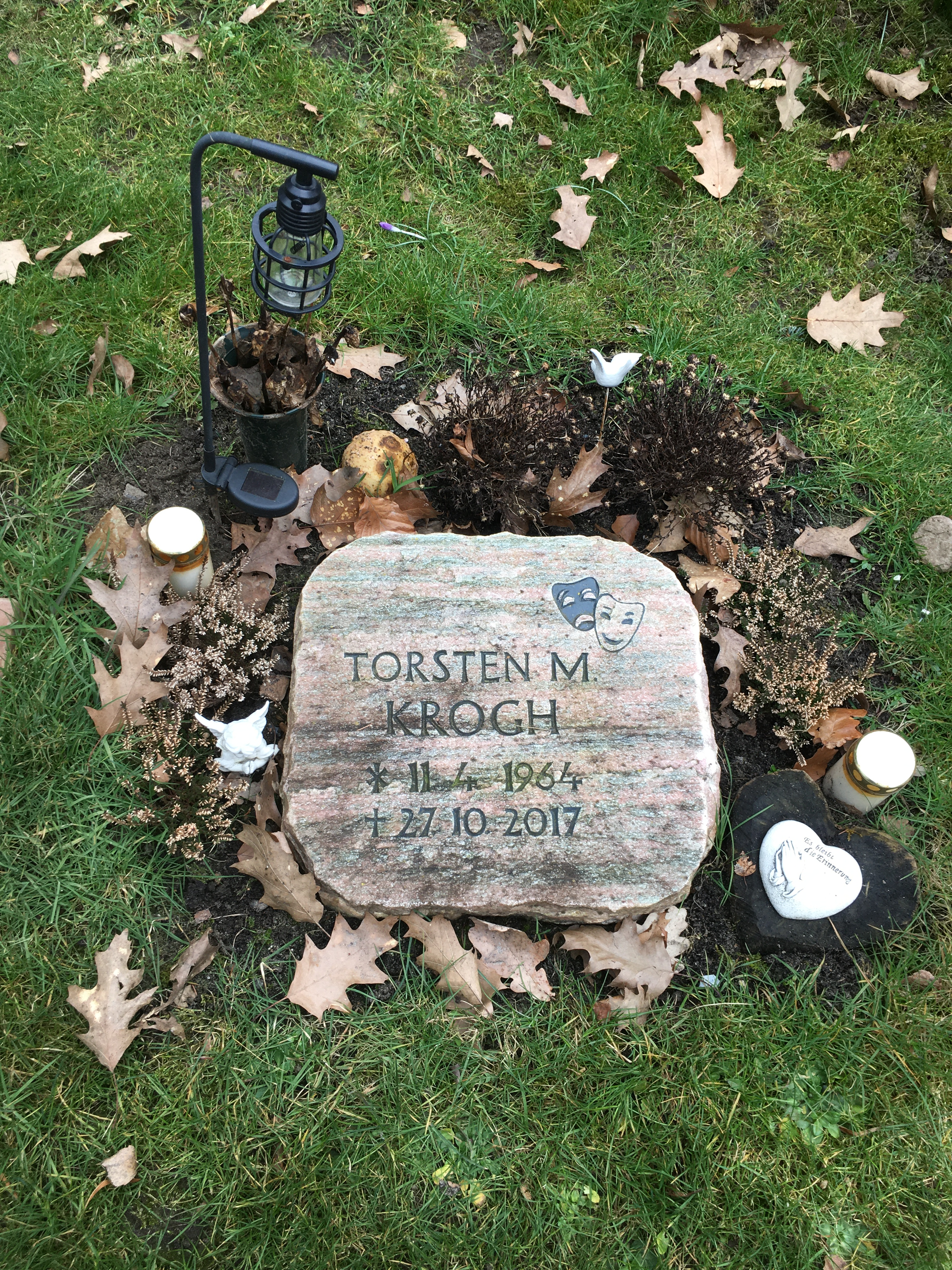
Grabstätte Torsten M. Krogh auf dem Friedhof Ohlsdorf

Torsten Michael Krogh (* 11. April 1964 in Hamburg; † 27. Oktober 2017) war ein deutscher Schauspieler, Autor und Poetry-Slammer.

## Leben
Torsten M. Krogh begann Mitte der 1980er-Jahre seine schauspielerische Ausbildung an der Stage School Hamburg und gehörte damit zu einem der ersten Absolventen. Durch Wolfgang Kraßnitzer erhielt er eine erste Verpflichtung an die Hamburger Kammerspiele. Hier spielte er an der Seite von Ellen Schwiers, durch die er Kontakte zu den Burgfestspielen Jagsthausen knüpfen konnte. Dort spielte Krogh 1988   den Link in Johann Wolfgang von Goethes Götz von Berlichingen und den Biondello in Der Widerspenstigen Zähmung von William Shakespeare. Daneben war er als Regieassistent von Jan Aust für die Inszenierung des Märchens Aschenputtel tätig.
Wiederholt war Krogh Gast am Altonaer Theater, so 2007 als Alfred P. Doolittle in dem Musical My Fair Lady von Frederick Loewe und Alan Jay Lerner, 2016 in der Feuerzangenbowle nach dem gleichnamigen Roman von Heinrich Spoerl oder 2018 in der Bühnenfassung von Thomas Brussigs Roman Am kürzeren Ende der Sonnenallee. Weitere Stationen in Hamburg waren unter anderem das Monsun-Theater und das Ernst-Deutsch-Theater.
2015 kehrte Krogh nach Jagsthausen zurück und war in dem Jahr mit 14 Rollen einer der meistbeschäftigten Schauspieler, unter anderem war er in Anatevka zu sehen und als Bruder Tuck in Robin Hood. Daneben komponierte er die Musik für die Inszenierung von Ronja Räubertochter nach dem Kinderbuch von Astrid Lindgren.
Unter dem Pseudonym Bud Rose war Krogh außerdem als Autor und Poetry-Slammer in der Literaturszene bekannt. 2001 nahm er an der 5. deutschsprachigen Meisterschaft in Hamburg teil. Einen seiner wenigen Auftritte vor der Kamera hatte er 2005 in dem Film Der Lord von Barmbeck an der Seite von Ulrich Tukur als Titelfigur in der Regie von Ulrich Waller.
Torsten M. Krogh verstarb nur 53-jährig und wurde auf dem Hamburger Friedhof Ohlsdorf im Planquadrat Bh 61 beigesetzt.

## Filmografie (Auswahl)
- 2005: Der Lord von Barmbeck

## Hörspiele
- 2007: Carsten Brandau: Unsere Straße – Regie: Carsten Brandau  (Original-Hörspiel, Kurzhörspiel -SWR)